# Brian Stemmle
Brian Stemmle (ur. 12 października 1966 w Toronto) – kanadyjski narciarz alpejski. Zajął 12. miejsce w supergigancie na igrzyskach w Nagano w 1998 r. Zajął też 5. miejsce w zjeździe na mistrzostwach świata w Sierra Nevada. Jego najlepszym sezonem w Pucharze Świata był sezon 1995/1996, kiedy to zajął 33. miejsce w klasyfikacji generalnej, a w klasyfikacji zjazdu był dziesiąty.

## Sukcesy

### Puchar Świata

#### Miejsca w klasyfikacji generalnej
- 1984/1985 – 64.
- 1985/1986 – 109.
- 1986/1987 – 59.
- 1987/1988 – 46.
- 1988/1989 – 86.
- 1990/1991 – 63.
- 1991/1992 – 64.
- 1992/1993 – 85.
- 1993/1994 – 137.
- 1994/1995 – 80.
- 1995/1996 – 33.
- 1996/1997 – 100.
- 1997/1998 – 53.
- 1998/1999 – 76.

#### Miejsca na podium
1. Furano – 3 marca 1985 (supergigant) – 3. miejsce
2. Val Gardena – 12 grudnia 1987 (zjazd) – 3. miejsce
3. Garmisch-Partenkirchen – 2 lutego 1996 (zjazd) – 2. miejsce